# Odlesianie (informatyka)
Odlesianie (również: fuzja) – pojęcie informatyczne z teorii języków programowania, przekształcenie programu mające na celu wyeliminowanie pośrednich struktur danych, takich jak listy, czy drzewa, które są użyte bezpośrednio po ich utworzeniu w programie.
Pojęcie „odlesiania” ukuł Philip Wadler w swojej pracy z 1990 roku pt. Deforestation: transforming programs to eliminate trees („Odlesianie: przekształcanie programów, by wyeliminować drzewa”).
Odlesianie stosuje się zwykle w programach funkcyjnych językach programowania, w szczególności językach umożliwiających wartościowanie leniwe wyrażeń, takich jak Haskell. Jeden z algorytmów odlesiania, shortcut deforestation, jest zaimplementowany w Glasgow Haskell Compiler („odlesianie skrócone”), kanonicznym kompilatorze tego języka. Odlesianie jest blisko związane z analizą uciekania.